# Balanus crenatus
Balanus crenatus (лат.) — вид усоногих раков из подотряда морских желудей (лат. Balanomorpha). Взрослые особи ведут неподвижный образ жизни, прикрепляясь к твёрдым поверхностям. Расселение происходит лишь на личиночных стадиях, обитающих в планктоне. Встречается в северных частях Тихого и Атлантического океанов.

## Внешний вид и строение
Раковина Balanus crenatus состоит из шести известковых пластинок и вырастает до 25 миллиметров в поперечнике. Верхний край пластинок зубчатый, раковина часто наклонена в сторону. Оперкулярное отверстие имеет ромбовидную форму и защищено двумя дополнительными пластинами, которые могут закрывать отверстие, когда животное не кормится.

## Распространение
Бореальный вид, распространенный в приливной и сублиторальной зонах северной части Тихого океана и Северной Атлантики. Он имеет такой же ареал, как и Balanus balanus, вид, с которым часто встречается совместно.

## Биология
Гермафродит, репродуктивные органы развиваются зимой. Особи в группе оплодотворяют друг друга и после периода созревания науплии выпускаются в воду. Примерно в апреле после ряда линек личинки расселяются из зоопланктона и прикрепляются к камням и другим твердым объектам морского дна. Быстрорастущий рак, он может вырасти от 3 до 9 мм в длину в мае после прикрепления. К августу он полностью вырастает и готов к размножению в первую зиму.

## Экология
Этот вид встречается преимущественно на сублиторали, но иногда встречается под камнями или снизу под нависающими берегами. Он населяет гальку, скалы, ракушки и человеческие постройки. Он встречается как в спокойных, так и в открытых водах, может переносить низкие уровни солености  и встречается на глубине до 60 метров. Похоже, он предпочитает места обитания с сильными течениями. Его часто можно встретить рядом с другим видом усоногих — Balanus balanus.
Главный естественный враг — молодь звезды красный астериас. Наибольшему риску подвергаются рачки среднего размера. Маленькие экземпляры игнорируются, в то время как крупные особи, похоже, способны противостоять нападению, но в некоторые годы популяция истребляется.

## Подвиды
Вид включает следующие подвиды:
- Balanus crenatus crenatus Bruguière, 1789
- Balanus crenatus curviscutum Pilsbry, 1916
- Balanus crenatus delicatus Pilsbry, 1916